# Liste der Mitgliedskirchen des Lutherischen Weltbundes
Die folgenden Kirchen sind Mitgliedskirchen des Lutherischen Weltbundes (Mitgliedskirchen: Stand 2016; Mitgliederzahlen: Stand März 2008): 

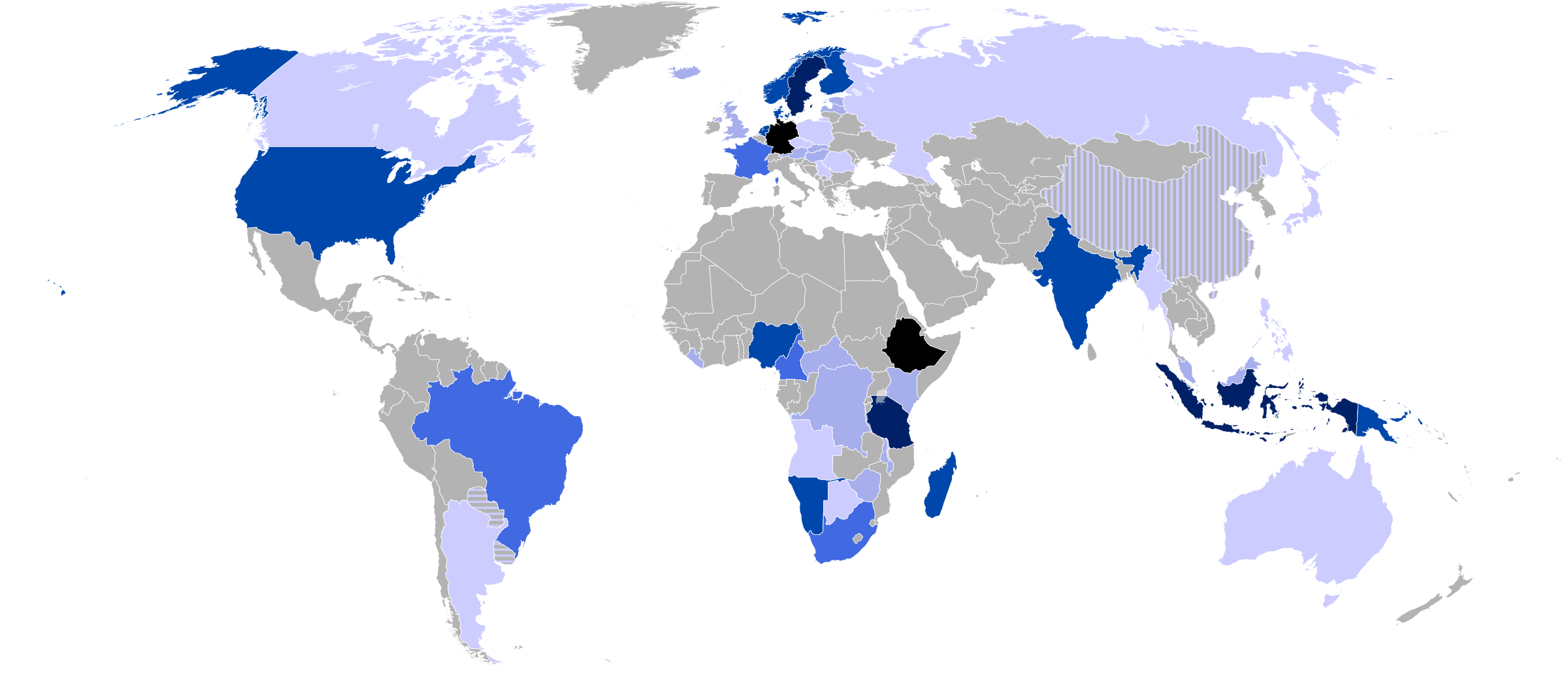
Die größten Mitgliedskirchen des Lutherischen Weltbundes (2013)

## Afrika
| Land                         | Kirche                                                               | Mitgliederzahl | Status       |
| ---------------------------- | -------------------------------------------------------------------- | -------------- | ------------ |
| Angola                       | Evangelisch-Lutherische Kirche Angolas                               | 0.040.000      | Vollmitglied |
| Äthiopien                    | Mekane-Yesus-Kirche                                                  | 4.312.407      | Vollmitglied |
| Botswana                     | Evangelisch-Lutherische Kirche in Botswana                           | 0.021.110      | Vollmitglied |
| Eritrea                      | Evangelisch-Lutherische Kirche Eritreas                              | 0.012.000      | Vollmitglied |
| Ghana                        | Evangelisch-Lutherische Kirche Ghanas                                | 0.026.400      | Vollmitglied |
| Kamerun                      | Evangelisch-Lutherische Kirche in Kamerun                            | 0.195.000      | Vollmitglied |
| Kamerun                      | Lutherische Brüderkirche Kameruns                                    | 0.105.994      | Vollmitglied |
| Kenia                        | Evangelisch-Lutherische Kirche in Kenia                              | 0.075.000      | Vollmitglied |
| Kenia                        | Kenianische Evangelisch-Lutherische Kirche                           | 0.030.000      | Vollmitglied |
| Demokratische Republik Kongo | Evangelisch-Lutherische Kirche im Kongo                              | 0.136.000      | Vollmitglied |
| Republik Kongo               | Evangelisch-Lutherische Kirche des Kongo                             | 0.002.128      |              |
| Liberia                      | Lutherische Kirche in Liberia                                        | 0.071.196      | Vollmitglied |
| Madagaskar                   | Fiangonana Loterana Malagasy                                         | 3.000.000      | Vollmitglied |
| Malawi                       | Evangelisch-Lutherische Kirche in Malawi                             | 0.050.000      | Vollmitglied |
| Mosambik                     | Evangelisch-Lutherische Kirche in Mosambik                           | 0.005.987      | Vollmitglied |
| Namibia                      | Evangelisch-Lutherische Kirche in Namibia (ELKIN)                    | 0.652.195      | Vollmitglied |
| Namibia                      | Evangelisch-Lutherische Kirche in Namibia (DELK) (ELKIN (DELK))      | 0.005.200      | Vollmitglied |
| Namibia                      | Evangelisch-Lutherische Kirche in der Republik Namibia               | 0.350.000      | Vollmitglied |
| Nigeria                      | Lutherische Kirche Christi in Nigeria                                | 1.364.420      | Vollmitglied |
| Nigeria                      | Lutherische Kirche Nigerias                                          | 0.137.025      | Vollmitglied |
| Ruanda                       | Lutherische Kirche Ruandas                                           | 0.020.000      | Vollmitglied |
| Sambia                       | Evangelisch-Lutherische Kirche in Sambia                             | 0.005.683      | Vollmitglied |
| Senegal                      | Lutherische Kirche Senegals                                          | 0.003.687      | Vollmitglied |
| Sierra Leone                 | Evangelisch-Lutherische Kirche in Sierra Leone                       | 0.003.000      | Vollmitglied |
| Simbabwe                     | Evangelisch-Lutherische Kirche in Simbabwe                           | 0.135.000      | Vollmitglied |
| Südafrika                    | Brüder-Unität in Südafrika                                           | 0.080.000      | Vollmitglied |
| Südafrika                    | Evangelisch-Lutherische Kirche im Südlichen Afrika                   | 0.589.502      | Vollmitglied |
| Südafrika                    | Evangelisch-Lutherische Kirche im Südlichen Afrika (Kapkirche)       | 0.004.099      | Vollmitglied |
| Südafrika                    | Evangelisch-Lutherische Kirche im Südlichen Afrika (Natal-Transvaal) | 0.009.770      | Vollmitglied |
| Tansania                     | Evangelisch-Lutherische Kirche in Tansania                           | 6.100.000      | Vollmitglied |
| Zentralafrikanische Republik | Evangelisch-Lutherische Kirche der Zentralafrikanischen Republik     | 0.055.000      | Vollmitglied |

## Asien und Pazifik
| Land                              | Kirche                                                                    | Mitgliederzahl | Status                |
| --------------------------------- | ------------------------------------------------------------------------- | -------------- | --------------------- |
| Australien                        | Lutherische Kirche Australiens                                            | 0.075.000      | assoziiertes Mitglied |
| Bangladesch                       | Lutherische Kirche Bangladeschs                                           | 0.004.000      | Vollmitglied          |
| Bangladesch                       | Nördliche Evangelisch-Lutherische Kirche Bangladeschs                     | 0.008.884      | Vollmitglied          |
| Georgien                          | Bund der Evangelisch-Lutherischen Kirchen in Russland und anderen Staaten | 0.075.000      | Vollmitglied          |
| Hongkong                          | Chinesische Rheinische Kirche, Hongkong-Synode                            | 0.014.000      | Vollmitglied          |
| Hongkong                          | Evangelisch-Lutherische Kirche Hongkong                                   | 0.014.264      | Vollmitglied          |
| Hongkong                          | Lutherische Kirche Hongkong und Macau                                     | 0.002.470      | Vollmitglied          |
| Hongkong                          | Tsung Tsin Mission Hongkong                                               | 0.008.500      | Vollmitglied          |
| Indien                            | Evangelisch-Lutherische Gossner-Kirche in Chotanagpur und Assam           | 0.400.000      | Vollmitglied          |
| Indien                            | Evangelisch-Lutherische Kirche Andhra                                     | 0.800.000      | Vollmitglied          |
| Indien                            | Evangelisch-Lutherische Kirche Guter Hirte                                | 0.017.700      |                       |
| Indien                            | Evangelisch-Lutherische Kirche Indiens                                    | 0.056.493      | Vollmitglied          |
| Indien                            | Evangelisch-Lutherische Kirche in den Himalaya-Staaten                    | 0.024.750      | Vollmitglied          |
| Indien                            | Evangelisch-Lutherische Kirche in Madhya Pradesh                          | 0.015.825      | Vollmitglied          |
| Indien                            | Evangelisch-Lutherische Kirche Jeypur                                     | 0.133.000      | Vollmitglied          |
| Indien                            | Lutherische Kirche Arcot                                                  | 0.037.000      | Vollmitglied          |
| Indien                            | Lutherische Kirche Süd-Andhra                                             | 0.045.500      | Vollmitglied          |
| Indien                            | Nördliche Evangelisch-Lutherische Kirche                                  | 0.080.000      | Vollmitglied          |
| Indien                            | Tamilische Evangelisch-Lutherische Kirche                                 | 0.120.000      | Vollmitglied          |
| Indonesien                        | Christliche Batak-Gemeinschaftskirche                                     | 0.020.000      | Vollmitglied          |
| Indonesien                        | Christliche Gemeinschaft der Indonesischen Kirche auf Nias                | 0.018.561      | Vollmitglied          |
| Indonesien                        | Christlich-Protestantische Angkola-Kirche                                 | 0.027.986      | Vollmitglied          |
| Indonesien                        | Christlich-Protestantische Kirche in Indonesien                           | 0.255.601      | Vollmitglied          |
| Indonesien                        | Christlich-Protestantische Pakpak Dairi-Kirche                            | 0.034.384      | Vollmitglied          |
| Indonesien                        | Gemeinschaft der protestantischen christlichen Kirche                     | 0.063.274      |                       |
| Indonesien                        | Indonesische Christliche Kirche                                           | 0.350.000      | Vollmitglied          |
| Indonesien                        | Indonesische Christlich-Lutherische Kirche                                | 0.016.895      | Vollmitglied          |
| Indonesien                        | Protestantisch-Christliche Kirche                                         | 0.338.504      | Vollmitglied          |
| Indonesien                        | Protestantisch-Christliche Batak-Kirche                                   | 3.000.000      | Vollmitglied          |
| Indonesien                        | Protestantisch-Christliche Kirche in Mentawai                             | 0.038.907      | Vollmitglied          |
| Indonesien                        | Protestantisch-Christliche Simalungun-Kirche                              | 0.198.479      | Vollmitglied          |
| Indonesien                        | Vereinigte Protestantische Kirche                                         | 0.010.000      | Vollmitglied          |
| Israel                            | Evangelisch-Lutherische Kirche in Jordanien und im Heiligen Land          | 0.003.000      | Vollmitglied          |
| Japan                             | Evangelisch-Lutherische Kirche Japans                                     | 0.022.027      | Vollmitglied          |
| Japan                             | Evangelisch-Lutherische Kirche Kinki                                      | 0.002.742      | Vollmitglied          |
| Japan                             | Japanische Lutherische Kirche                                             | 0.002.876      | assoziiertes Mitglied |
| Jordanien                         | Evangelisch-Lutherische Kirche in Jordanien und im Heiligen Land          |                |                       |
| Kasachstan                        | Bund der Evangelisch-Lutherischen Kirchen in Russland und anderen Staaten |                |                       |
| Kirgisistan                       | Bund der Evangelisch-Lutherischen Kirchen in Russland und anderen Staaten |                |                       |
| Malaysia                          | Basler Christliche Kirche Malaysias                                       | 0.048.000      | Vollmitglied          |
| Malaysia                          | Evangelisch-Lutherische Kirche in Malaysia                                | 0.003.000      | Vollmitglied          |
| Malaysia                          | Lutherische Kirche in Malaysia und Singapur                               | 0.007.644      | Vollmitglied          |
| Malaysia                          | Protestantische Kirche in Sabah                                           | 0.032.872      | Vollmitglied          |
| Myanmar                           | Evangelisch-Lutherische Kirche in Myanmar (Lutherische Bethlehem-Kirche)  | 0.001.860      | Vollmitglied          |
| Myanmar                           | Evangelische Kirche der Mara                                              | 0.021.500      |                       |
| Myanmar                           | Lutherische Kirche Myanmars                                               | 0.002.000      |                       |
| Myanmar                           | Myanmarische Lutherische Kirche                                           | 0.002.726      |                       |
| Nepal                             | Evangelisch-Lutherische Kirche Nepals                                     | 0.000.941      |                       |
| Palästinensische Autonomiegebiete | Evangelisch-Lutherische Kirche in Jordanien und im Heiligen Land          |                |                       |
| Papua-Neuguinea                   | Evangelisch-Lutherische Kirche von Papua-Neuguinea                        | 0.815.000      | Vollmitglied          |
| Papua-Neuguinea                   | Lutherische Gutnius-Kirche – Papua-Neuguinea                              | 0.139.188      | Vollmitglied          |
| Philippinen                       | Lutherische Kirche auf den Philippinen                                    | 0.027.000      | Vollmitglied          |
| Singapur                          | Lutherische Kirche in Singapur                                            | 0.004.056      | Vollmitglied          |
| Sri Lanka                         | Lutherische Kirche Lanka                                                  | 0.005.234      | Vollmitglied          |
| Südkorea                          | Lutherische Kirche in Korea                                               | 0.004.698      | Vollmitglied          |
| Taiwan                            | Lutherische Kirche Taiwans (Republik China)                               | 0.001.614      | Vollmitglied          |
| Taiwan                            | Lutherische Kirche der Republik China                                     | 0.000.570      |                       |
| Taiwan                            | Taiwanische Lutherische Kirche                                            | 0.012.029      | Vollmitglied          |
| Thailand                          | Evangelisch-Lutherische Kirche in Thailand                                | 0.002.500      | Vollmitglied          |
| Usbekistan                        | Bund der Evangelisch-Lutherischen Kirchen in Russland und anderen Staaten |                |                       |

## Europa
| Land                   | Kirche                                                                               | Mitgliederzahl | Status              |
| ---------------------- | ------------------------------------------------------------------------------------ | -------------- | ------------------- |
| Belgien                | Belgische lutherische Kirche                                                         | 0.000.812      | anerkannte Gemeinde |
| Dänemark               | Dänische Volkskirche                                                                 | 4.499.501      | Vollmitglied        |
| Deutschland            | VELKD-Kirchen                                                                        |                |                     |
| Deutschland            | Evangelisch-Lutherische Kirche in Bayern                                             | 2.700.000      | Vollmitglied        |
| Deutschland            | Evangelisch-Lutherische Landeskirche in Braunschweig                                 | 0.410.500      | Vollmitglied        |
| Deutschland            | Evangelisch-Lutherische Landeskirche Hannovers                                       | 2.630.125      | Vollmitglied        |
| Deutschland            | Evangelische Kirche in Mitteldeutschland                                             | 0.900.000      | Vollmitglied        |
| Deutschland            | Evangelisch-Lutherische Kirche in Norddeutschland                                    | 2.231.298      | Vollmitglied        |
| Deutschland            | Evangelisch-Lutherische Landeskirche Sachsens                                        | 0.754.451      | Vollmitglied        |
| Deutschland            | Evangelisch-Lutherische Landeskirche Schaumburg-Lippe                                | 0.062.300      | Vollmitglied        |
| Deutschland            | Vereinigte Evangelisch-Lutherische Kirche Deutschlands                               |                | anerkannter Rat     |
| Deutschland            | weitere EKD-Kirchen                                                                  |                |                     |
| Deutschland            | Lippische Landeskirche (Lutherische Klasse)                                          | 0.032.000      | Vollmitglied        |
| Deutschland            | Evangelisch-Lutherische Kirche in Oldenburg                                          | 0.470.471      | Vollmitglied        |
| Deutschland            | Evangelische Landeskirche in Württemberg                                             | 2.346.879      | Vollmitglied        |
| Deutschland            | Sonstige Kirchen                                                                     |                |                     |
| Deutschland            | Evangelisch-Lutherische Kirche in Baden                                              | 0.003.500      | Vollmitglied        |
| Estland                | Estnische Evangelisch-Lutherische Kirche                                             | 0.200.000      | Vollmitglied        |
| Finnland               | Evangelisch-Lutherische Kirche Finnlands                                             | 4.572.611      | Vollmitglied        |
| Frankreich             | Union Protestantischer Kirchen von Elsass und Lothringen                             | 0.250.000      | Vollmitglied        |
| Frankreich             | Vereinigte Protestantische Kirche Frankreichs                                        | 0.040.000      | Vollmitglied        |
| Frankreich             | Madagassische Protestantische Kirche in Frankreich                                   | 0.010.000      | Vollmitglied        |
| Irland                 | The Lutheran Church in Ireland                                                       | 0.003.500      | anerkannte Gemeinde |
| Island                 | Isländische Staatskirche                                                             | 0.250.661      | Vollmitglied        |
| Italien                | Evangelisch-Lutherische Kirche in Italien                                            | 0.007.000      | Vollmitglied        |
| Kroatien               | Evangelische Kirche in der Republik Kroatien                                         | 0.003.500      | Vollmitglied        |
| Lettland               | Evangelisch-Lutherische Kirche Lettlands                                             | 0.250.000      | Vollmitglied        |
| Lettland               | Lettische Evangelisch-Lutherische Kirche weltweit                                    | 0.0022.172     | Vollmitglied        |
| Liechtenstein          | Bund Evangelisch-Lutherischer Kirchen in der Schweiz und im Fürstentum Liechtenstein | siehe Schweiz  | Vollmitglied        |
| Litauen                | Evangelisch-Lutherische Kirche in Litauen                                            | 0.021.000      | Vollmitglied        |
| Niederlande            | Protestantische Kirche in den Niederlanden                                           | 2.530.000      | Vollmitglied        |
| Norwegen               | Evangelisch-Lutherische Freikirche Norwegens                                         | 0.021.818      | Vollmitglied        |
| Norwegen               | Evangelisch-Lutherische Kirche Norwegens                                             | 3.930.946      | Vollmitglied        |
| Österreich             | Evangelische Kirche Augsburgischen Bekenntnisses in Österreich                       | 0.325.429      | Vollmitglied        |
| Polen                  | Evangelisch-Augsburgische Kirche in Polen                                            | 0.077.500      | Vollmitglied        |
| Rumänien               | Evangelische Kirche Augsburgischen Bekenntnisses in Rumänien                         | 0.014.460      | Vollmitglied        |
| Rumänien               | Evangelisch-Lutherische Kirche in Rumänien                                           | 0.032.500      | Vollmitglied        |
| Russland               | Bund der Evangelisch-Lutherischen Kirchen in Russland und anderen Staaten            |                |                     |
| Russland               | Evangelisch-Lutherische Kirche des Ingermanlandes in Russland                        | 0.016.000      | Vollmitglied        |
| Schweden               | Schwedische Kirche                                                                   | 6.995.000      | Vollmitglied        |
| Schweiz                | Bund Evangelisch-Lutherischer Kirchen in der Schweiz und im Fürstentum Liechtenstein | 0.005.370      | Vollmitglied        |
| Serbien                | Slowakische Evangelische Kirche Augsburgischen Bekenntnisses in Serbien              | 0.049.000      | Vollmitglied        |
| Slowakei               | Evangelische Kirche Augsburgischen Bekenntnisses in der Slowakei                     | 0.372.858      | Vollmitglied        |
| Slowenien              | Evangelische Kirche Augsburgischen Bekenntnisses in Slowenien                        | 0.020.000      | Vollmitglied        |
| Tschechien             | Evangelische Kirche der Böhmischen Brüder                                            | 0.114.445      | Vollmitglied        |
| Tschechien             | Schlesische Evangelische Kirche Augsburgischen Bekenntnisses                         | 0.035.000      | Vollmitglied        |
| Ukraine                | Bund der Evangelisch-Lutherischen Kirchen in Russland und anderen Staaten            |                |                     |
| Ungarn                 | Evangelisch-Lutherische Kirche in Ungarn                                             | 0.305.000      | Vollmitglied        |
| Vereinigtes Königreich | Lutheran Church in Great Britain                                                     | 0.002.370      | Vollmitglied        |
| Vereinigtes Königreich | The Lutheran Council of Great Britain                                                | 0.130.600      | anerkannter Rat     |
| Belarus                | Bund der Evangelisch-Lutherischen Kirchen in Russland und anderen Staaten            |                |                     |

## Lateinamerika und Karibik
| Land        | Kirche                                                      | Mitgliederzahl | Status                   |
| ----------- | ----------------------------------------------------------- | -------------- | ------------------------ |
| Argentinien | Evangelische Kirche am La Plata                             | 0.025.300      | Vollmitglied             |
| Argentinien | Vereinigte Evangelisch-Lutherische Kirche                   | 0.011.000      | Vollmitglied             |
| Bolivien    | Bolivianische Evangelisch-Lutherische Kirche                | 0.022.000      | Vollmitglied             |
| Brasilien   | Evangelische Kirche Lutherischen Bekenntnisses in Brasilien | 0.711.935      | Vollmitglied             |
| Chile       | Evangelisch-Lutherische Kirche in Chile (IELCH)             | 0.003.000      | Vollmitglied (seit 1957) |
| Chile       | Lutherische Kirche in Chile (ILCH)                          | 0.011.800      | Vollmitglied (seit 1991) |
| Costa Rica  | Evangelisch-Lutherische Kirche Costa Ricas                  | 0.000.600      | anerkannte Gemeinde      |
| Costa Rica  | Lutherische costa-ricanische Kirche                         | 0.001.249      | Vollmitglied             |
| Ecuador     | Evangelisch-Lutherische Kirche in Ecuador                   | 0.000.237      | anerkannte Kirche        |
| El Salvador | Salvadorianische Lutherische Kirche                         | 0.020.000      | Vollmitglied             |
| Guatemala   | Lutherische Kirche Guatemalas                               | 0.000.300      |                          |
| Guyana      | Evangelisch-Lutherische Kirche in Guyana                    | 0.011.000      | Vollmitglied             |
| Honduras    | Christlich-Lutherische Kirche Honduras’                     | 0.001.200      | Vollmitglied             |
| Kolumbien   | Evangelische Gemeinde deutscher Sprache St. Matthäus        | 0.000.336      | anerkannte Gemeinde      |
| Kolumbien   | Evangelisch-Lutherische Kirche Kolumbiens                   | 0.003.100      | Vollmitglied             |
| Kolumbien   | St. Martins-Gemeinde                                        | 0.000.160      | anerkannte Gemeinde      |
| Mexiko      | Mexikanische Lutherische Kirche                             | 0.001.500      | Vollmitglied             |
| Nicaragua   | Nicaraguanische Lutherische Kirche „Glaube und Hoffnung“    | 0.007.000      | Vollmitglied             |
| Paraguay    | Evangelische Kirche am La Plata                             |                |                          |
| Peru        | Evangelisch-Lutherische Kirche in Peru                      | 0.000.200      | anerkannte Kirche        |
| Peru        | Peruanische Lutherisch-Evangelische Kirche                  | 0.001.300      | Vollmitglied             |
| Suriname    | Evangelisch-Lutherische Kirche in Suriname                  | 0.004.000      | Vollmitglied             |
| Uruguay     | Evangelische Kirche am La Plata                             |                |                          |
| Venezuela   | Evangelisch-Lutherische Kirche in Venezuela                 | 0.001.950      | Vollmitglied             |

## Nordamerika
| Land               | Kirche                                      | Mitgliederzahl | Status              |
| ------------------ | ------------------------------------------- | -------------- | ------------------- |
| Kanada             | Evangelisch-Lutherische Kirche in Kanada    | 0.182.077      | Vollmitglied        |
| Vereinigte Staaten | Evangelisch-Lutherische Kirche in Amerika   | 4.850.776      | Vollmitglied        |
| Vereinigte Staaten | Evangelisch-Lutherische Gemeinde Epiphanias | 0.000.190      | anerkannte Gemeinde |